# Caitríona Balfe
Caitríona Mary Balfe (født 4. oktober 1979) er en irsk skuespiller, producer og tidligere model. Hun er bedst kendt for sin hovedrolle som Claire Fraser i Starz-dramaserien Outlander (2014–nu), for hvilken rolle hun har vundet flere priser for.
Mens hun i 1999 studerede drama på Dublin Institute of Technology, blev hun tilbudt arbejde som model i Paris. Hun arbejdede både på reklamekampagner og catwalks for brands såsom Chanel, Dolce & Gabbana, Roberto Cavalli, Alexander McQueen, Balenciaga, Givenchy, Marc Jacobs, Bottega Veneta, Oscar de la Renta samt mange andre gennem de næste 10 år, før hun igen fokuserede på skuespillet. Hun har haft større roller i serierne The Beauty Inside (2012) og H+: The Digital Series (2012–2013), samt medvirket i filmene Super 8 (2011), Now You See Me (2013), Escape Plan (2013), Money Monster (2016) og Ford v. Ferrari (2019).

## Opvækst
Balfe var født i Dublin, Ireland, og voksede op i byen Tydavnet, nær Monaghan, ud af en familie på syv. Hendes far er pensioneret Garda-sergeant.

## Karriere

### Modelarbejde
Balfe begyndte at arbejde som model efter hun blev opdaget af en agent, mens hun indsamlede penge til velgørenhed i et lokalt indkøbscenter. Da hun som 18-årig, efter at have arbejdet som model i Dublin i nogle måneder, blev hun opdaget af en modelspejder fra Ford Models, som tilbøde hende arbejde for dem i Paris. Højdepunkter i karriere inkluderer at åbne og afslutte shows for Chanel, Moschino, Givenchy, Dolce & Gabbana, Alberta Ferretti og Louis Vuitton. I løbet af en tre-års periode havde hun gået mere end 250 catwalks. På toppen af hendes karriere var Balfe en af de 20 mest efterspurgte modeller i verden.

### Skuespil
Mens Balfe boede i New York spillede hun en mindre rolle som medarbejder på magasinet Runway i filmen The Devil Wears Prada fra 2006. I 2009, efter et årti som model, ville Balfe forfølge sin oprindelige karrieredrøm og flyttede fra New York til Los Angeles, hvor hun brugte det første halvandet år i byen på at tage skuespilstimer, først ved Warner Loughlin Studios og senere hos Sanford Meisner Center og Judith Weston Studios. Balfe medvirkede i filmene Super 8, som hovedrollens mor, i Now You See Me, som hustru til Michael Caines karakter, og i Escape Plan som CIA-advokaten der hyrer Sylvester Stallones karakter.
I 2012 spillede hun Alex #34 i The Beauty Inside, en film opdelt i 6 dele, der fortæller historien som manden Alex (Topher Grace), som hver dag vågner op i en ny krop. I 2013 medvirkede hun i musikvideoerne "First Fires" af den britiske musiker Bonobo og i "Chloroform" af det franske band Phoenix, sidstnævnte instrueret af Sofia Coppola.
Balfe var fast medvirkende i Warner Bros.' web-serie H+: The Digital Series fra 2012 til 2013, i hvilken hun spillede Breanna Sheehan, en leder af et bioteknologisk firma som udvikler implanterede computere, så folk kan være tilbundet internettet døgnet rundt.
I september 2013 blev Balfe castet til hovedrollen, Claire Beauchamp Randall Fraser på Starz' tv-serie Outlander, som er baseret på bogserien af samme navn af Diana Gabaldon. Serien havde premiere i august 2014. Hun spiller her en sygeplejerske der i 1940'erne sendes tilbage til 1700-tallets krigshærgede skotske højland. Både serien og hendes optræden har fået roser og anerkendelser, med Richard Lawson fra Vanity Fair der sagde, "det hhjælper utrolig meget at Balfe er en så tiltalende skuespiller, [hun] gør Claire til en livlig, principfast og oprigtig heroisk heltinde". Tim Goodman fraThe Hollywood Reporter skrev, at Balfe er "grund nok til at se showet; hun er en selvsikker skuespiller som tilsætter flere facetter til hendes karakter". James Poniewozik fra Time beskrev Balfes portræt som "skæv, og smittende engagerende". Angelica Jade Bastién fra The New York Times kaldte Balfe "en af de mest fantastiske skuespillerinder på tv".
I december 2014 blev Balfe udnævnt af Entertainment Weekly som en af deres 12 Breakout Stars of 2014, samme måned blev hun også udvalgt som "Woman Of The Year" ved BBC America's Anglophenia Fan Favorites turnering.
I april 2015 modtog Balfe nomineringer i kategorierne "Best Actress in a Lead Role Drama" og "Rising Star Award" ved Irish Film & Television Awards, og var på Peoples liste over "50 Most Beautiful People in the World". Hun vandt en Saturn Awards i kategorien "Best Actress on Television" i 2015 og 2016. I november 2016 vandt Balfe en skotsk BAFTA i kategorien "Best Actress on Television" og i februar 2018 vandt hun en irsk IFTA i kategorien "Best Actress in a Lead Role Drama". Balfe fik også fire Golden Globe-nomineringer i kategorien "Best Actress – Television Series Drama" for hendes rolle i Outlander.
Balfe medvirkede i filmen Money Monster (2016), som er instrueret af Jodie Foster, hvori George Clooney og Julia Roberts også medvirkede. Hun spillede her PR-leder i et firma, som går konkurs, hvilket får en mand, som deraf har mistet alle sine penge, til at tage gidsler på et live tv-show. Eric Hills fra The Movie Waffler skrev "Men det er den relativt ukendte Balfa, som giver det største indtryk; hun er magnetisk, hun stjæler rampelyset selv i scener hvor hendes karakter kun ses i baggrunden. Forvent at se meget mere til denne irske skuespillerinde de næste år."
I 2019 havde Balfe en tilbagevendende stemmerolle som Tavra i Netflix fantasy-serien The Dark Crystal: Age of Resistance. Serien er en for-fortælling til filmen The Dark Crystal fra 1982 og er produceret af The Jim Henson Company, og den fik store anmelderroser. I 2019 spillede hun også overfor Matt Damon og Christian Bale i sportsdramaet Ford v Ferrari. Balfe spiller Mollie Miles, hustruen til den professionelle racerkører Ken Miles, en rolle som gav hende en IFTA nomination i kategorien "Best Actress in a Supporting Role". Filmen blev anmelderrost og blev nomineret til Bedste Film ved Oscaruddelingen det år.

## Privatliv
Balfe boede i Glasgow og havde tidligere boet i Los Angeles, da hun startede sin professionelle skuespilskarriere, samt boet i New York City, Paris, London, Milano, Hamburg og Tokyo, mens hun arbejdede som model. Udover engelsk taler hun flydende irsk og kan til hverdagsbrug fransk.
Balfe er protektor for organisationen World Child Cancer. I april 2018 løb hun med i London Marathon og indsamlede over $41,000 til organisationen.
Hun støtter også nødhjælpsorganisationer som hjælper flygtninge, samt miljøet. I oktober 2020 indsamlede en fødselsdags-indsamling til ære for Balfes fødselsdag, organiseret af fans, over $55,000 til miljøorganisationen One Tree Planted, hvilket bidrog til at 55.000 træer blevet plantet rundt om på jorden.
I august 2020 lancerede Balfe "Forget Me Not", en skotskbaseret gin, hvor 25% af overskuddet går til at finansiere kunstprogrammer.
Balfe giftede sig i august 2019 med sin kæreste gennem længere tid, den skotske band-mananger Anthony McGill. Den 18. august 2021 offentliggjorde hun gennem sin Instagram-profil, at parret nu var blevet forældre til en lille dreng.

## Filmografi

### Film
| År   | Titel                 | Rolle            | Noter                     |
| ---- | --------------------- | ---------------- | ------------------------- |
| 2006 | The Devil Wears Prada | Medarbejder      | Ukrediteret               |
| 2009 | Picture Me            | Sig selv         | Dokumentar; samt producer |
| 2009 | A Herculean Effort    | Emily            | Kortfilm                  |
| 2011 | Super 8               | Elizabeth Lamb   |                           |
| 2011 | Lust Life             | Aubrie           | Kortfilm                  |
| 2012 | The Wolf              | Sally            | Kortfilm                  |
| 2012 | Lost Angeles          | Veronique        |                           |
| 2013 | Crush                 | Andie            |                           |
| 2013 | Now You See Me        | Jasmine Tressler |                           |
| 2013 | Escape Plan           | Jessica Miller   |                           |
| 2015 | The Price of Desire   | Gabrielle Bloch  |                           |
| 2016 | Money Monster         | Diane Lester     |                           |
| 2019 | Ford v. Ferrari       | Mollie Miles     |                           |
| 2021 | Belfast               |                  | Post-produktion           |

### Tv
| År           | Titel                               | Rolle                     | Noter                                         |
| ------------ | ----------------------------------- | ------------------------- | --------------------------------------------- |
| 2010         | The Model Scouts                    | Sig selv / Catwalk-mentor | Cycle 2, Episode 2                            |
| 2012         | The Beauty Inside                   | Alex #34                  | Hovedrolle; 5 episoder                        |
| 2012–2013    | H+: The Digital Series              | Breanna Sheehan           | Hovedrolle; 7 episoder                        |
| 2014–present | Outlander                           | Claire Beauchamp Fraser   | Hovedrolle; 67 episoder Producer; 12 episoder |
| 2019         | The Dark Crystal: Age of Resistance | Tavra (stemme)            | 9 episoder                                    |
| 2019         | The Christmas Letter                | Ellie (stemme)            | Tv-film                                       |
| 2020         | Angela's Christmas Wish             | Dorothys mor (stemme)     | Tv-film                                       |

## Priser og nomineringer
| År   | Arbejde        | Pris                                        | Kategori                                          | Resultat         | Ref.          |
| ---- | -------------- | ------------------------------------------- | ------------------------------------------------- | ---------------- | ------------- |
| 2015 | Outlander      | BBC America Anglophenia Fan Favorite Awards | Woman Of The Year                                 | Vundet           |               |
| 2015 | Outlander      | The Anglophile Channel Awards               | Best Actress in a Television Series               | Vundet           |               |
| 2015 | Outlander      | Saturn Awards                               | Best Actress on Television                        | Vundet           |               |
| 2015 | Outlander      | Irish Film & Television Awards              | Best Actress in a Lead Role Drama                 | Nomineret        |               |
| 2015 | Outlander      | Irish Film & Television Awards              | Rising Star Award                                 | Nomineret        |               |
| 2015 | Outlander      | EWwy Awards                                 | Best Actress in a Drama Series                    | Vundet           |               |
| 2016 | Outlander      | People's Choice Awards                      | Favorite Cable Sci-Fi/Fantasy TV Actress          | Vundet           |               |
| 2016 | Outlander      | Golden Globe Awards                         | Best Actress – Television Series Drama            | Nomineret        |               |
| 2016 | Outlander      | Satellite Awards                            | Best Television Ensemble                          | Vundet           |               |
| 2016 | Outlander      | Women's Image Network Awards                | Outstanding Actress in a Drama Series             | Vundet           |               |
| 2016 | Outlander      | Saturn Awards                               | Best Actress on Television                        | Vundet           |               |
| 2016 | Outlander      | Irish Film & Television Awards              | Best Actress in a Lead Role Drama                 | Nomineret        |               |
| 2016 | Outlander      | The Anglophile Channel Awards               | Best Actress in a Television Series               | Vundet           |               |
| 2016 | Outlander      | EWwy Awards                                 | Best Actress in a Drama Series                    | Vundet           |               |
| 2016 | Outlander      | BAFTA Scotland Awards                       | Best Actress on Television                        | Vundet           |               |
| 2016 | Outlander      | Critics' Choice Television Awards           | Best Actress in a Drama Series                    | Nomineret        |               |
| 2017 | Outlander      | People's Choice Awards                      | Favorite Sci-Fi/Fantasy TV Actress                | Vundet           |               |
| 2017 | Outlander      | Golden Globe Awards                         | Best Actress – Television Series Drama            | Nomineret        |               |
| 2017 | Outlander      | Oscar Wilde Awards                          | N/A                                               | Vundet           |               |
| 2017 | Outlander      | Women's Image Network Awards                | Outstanding Actress in a Drama Series             | Nomineret        |               |
| 2017 | Outlander      | Irish Film & Television Awards              | Best Actress in a Lead Role TV Drama              | Nomineret        |               |
| 2017 | Outlander      | Saturn Awards                               | Best Actress on Television                        | Nomineret        |               |
| 2018 | Outlander      | Golden Globe Awards                         | Best Actress – Television Series Drama            | Nomineret        | [ 45 ] [ 46 ] |
| 2018 | Outlander      | Women's Image Network Awards                | Outstanding Actress in a Drama Series             | Nomineret        |               |
| 2018 | Outlander      | Satellite Awards                            | Best Actress in a TV Drama Series//Genre Series   | Nomineret        |               |
| 2018 | Outlander      | Critics' Choice Television Awards           | Best Actress in a Drama Series                    | Nomineret        |               |
| 2018 | Outlander      | Irish Film & Television Awards              | Best Actress in a Lead Role TV Drama              | Vundet           |               |
| 2018 | Outlander      | Saturn Awards                               | Best Actress on Television                        | Nomineret        |               |
| 2019 | Outlander      | Golden Globe Awards                         | Best Actress – Television Series Drama            | Nomineret        |               |
| 2019 | Outlander      | Saturn Awards                               | Best Actress on a Television Series               | Nomineret        | [ 47 ]        |
| 2020 | Outlander      | Irish Film & Television Awards              | Best Actress in a Lead Role TV Drama              | Nomineret        | [ 31 ]        |
| 2020 | Ford v Ferrari | Irish Film & Television Awards              | Best Actress in a Supporting Role Film            | Nomineret        | [ 31 ]        |
| 2020 | Outlander      | Women's Image Network Awards                | Outstanding Actress in a Drama Series             | Nomineret        | [ 48 ]        |
| 2020 | Outlander      | Women's Image Network Awards                | Film/Show Produced by a Woman                     | Nomineret        | [ 48 ]        |
| 2020 | Outlander      | Gold Derby Awards                           | Best Drama Actress                                | Nomineret        |               |
| 2021 | Outlander      | Critics' Choice Super Awards                | Best Actress In A Science Fiction/Fantasy Series  | Nomineret        | [ 49 ]        |
| 2021 | Outlander      | Satellite Awards                            | Actress in a Series, Drama/Genre                  | Nomineret        | [ 50 ]        |
| 2021 | Outlander      | 46th Annual Gracie Awards                   | Actress in a Leading Role – Drama [TV – National] | Vundet           | [ 51 ]        |
| 2021 | Outlander      | Saturn Awards                               | Best Actress on Television                        | Skabelon:Pending | [ 52 ]        |